# (3083) OAFA
(3083) OAFA (1974 MH; 1974 KD; 1977 FA3; 1978 SE7) ist ein ungefähr vier Kilometer großer Asteroid des inneren Hauptgürtels, der am 17. Juni 1974 am Felix-Aguilar-Observatorium im Nationalpark El Leoncito in der Provinz San Juan in Argentinien (IAU-Code 808) entdeckt wurde.

## Benennung
(3083) OAFA wurde nach dem Observatorio Astronomico Felix Aguilar (Felix-Aguilar-Observatorium) benannt, an dem es entdeckt wurde. Der Asteroid (2311) El Leoncito ist nach einem weiteren Namen des Observatoriums benannt. Das Observatorium selbst ist nach dem argentinischen Astronomen Félix Aguilar benannt; er ist auch Namensgeber des Asteroids (1800) Aguilar.